# 乙巳五賊
乙巳五賊（韓文：을사오적），泛指1905年（歲次乙巳）日本強迫朝鮮王朝簽訂《乙巳條約》（第二次日韓協約）時，表示贊同的五位內閣大臣。他們分別為：
- 李完用：學部大臣
- 李根澤：軍部大臣
- 李址鎔：內部大臣
- 朴齊純：外部大臣
- 權重顯（韩语）：農商工部大臣

條約締結後，民間痛恨其賣國行徑，便組織了「乙巳五賊暗殺團」追殺他們。於同年縱火焚毀李址鎔的住處。1907年，權重顯遭到襲擊；1909年，李完用遇刺重傷。
韓國普遍視這五人為賣國賊。

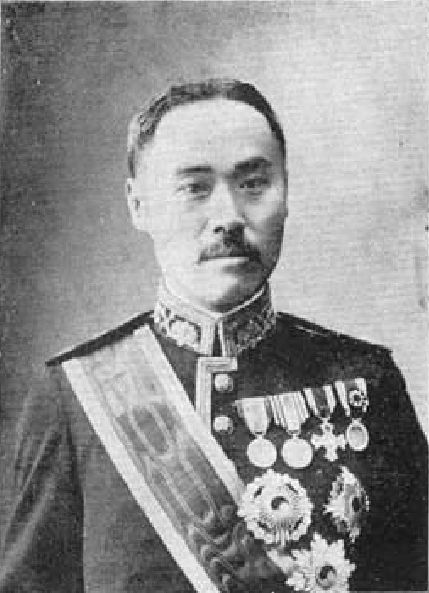
李完用
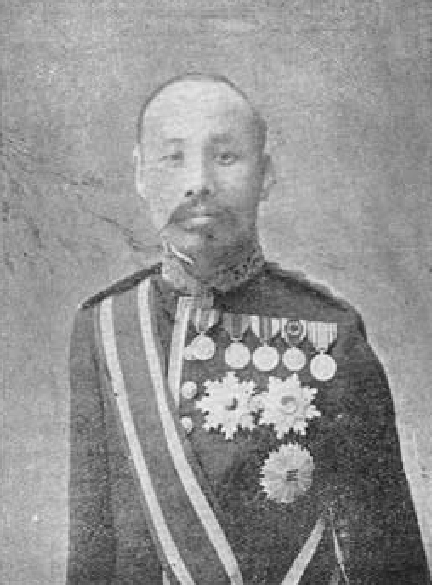
李根澤
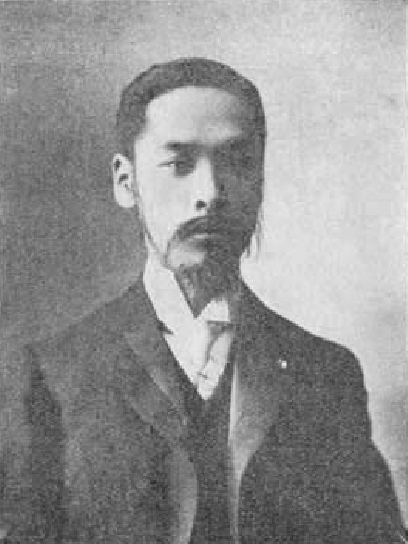
李址鎔
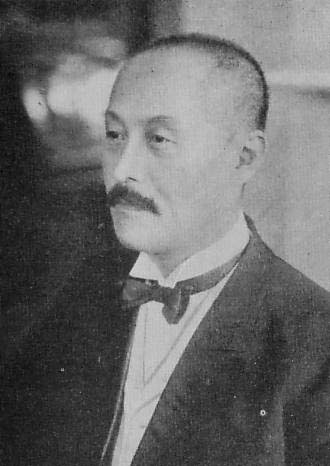
朴齊純
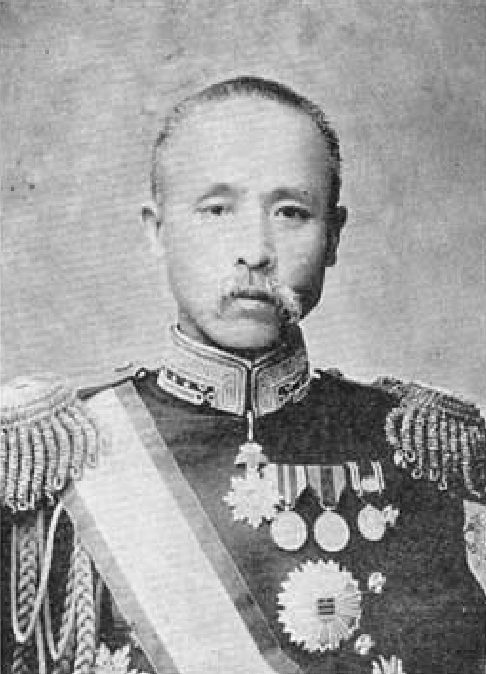
權重顯